# Starlink

Starlink-Logo

Starlink ist ein von dem US-Raumfahrtunternehmen SpaceX betriebenes Satellitennetzwerk, das seit 2020 in den USA Internetzugang bietet, seit 2023 weltweit. Zum Kerngeschäft von Starlink zählen die Bereitstellung von Internetzugängen mit besonders geringer Paketumlaufzeit und die Abdeckung von Gebieten, in denen zuvor keine oder eine nicht ausreichende Internetverbindung zur Verfügung stand.
Mit 8093 Starlink-Satelliten im Erdorbit (Stand Ende Juli 2025) ist SpaceX der mit Abstand größte Satellitenbetreiber weltweit. Die zuständige US-Behörde FCC erteilte Genehmigungen für den Betrieb von insgesamt 19.427 Satelliten; Lizenzen für weitere 22.488 Satelliten wurden von SpaceX beantragt (Stand: Ende 2022). Zusammen entspricht dies der fünffachen Zahl aller von 1957 (Sputnik 1) bis 2019 gestarteten Satelliten. Die Starlink-Satelliten werden von einer SpaceX-Niederlassung in Redmond im US-Bundesstaat Washington entwickelt, gefertigt und betrieben.

## Netzabdeckung
Seit 2023 sind die meisten aktiven Starlink-Satelliten mit Optischem Richtfunk (Laserlink) ausgerüstet. Diese Satelliten bieten unabhängig von der Entfernung zur nächsten Bodenstation eine Internetverbindung, sodass Starlink mittlerweile von jedem Standort der Erdoberfläche mit freier Sicht zum Himmel aus nutzbar ist. So ist das System seit 2023 auch in der Seeschifffahrt verfügbar. Die älteren Satelliten ohne Laserlink-Ausrüstung fungieren nur als Transponder zu den landbasierten Bodenstationen, decken also nur Landflächen und küstennahe Seegebiete ab.
Bedingt durch die Bahnneigung der im Umlauf befindlichen Starlink-Satelliten ist die Versorgungsdichte um den 53. Breitengrad besonders hoch.

## Geplante Netzstruktur
Die erste Ausbaustufe bestand aus 1584 Satelliten in etwa 550 km Höhe, bei der je 22 Satelliten auf 72 Bahnebenen mit 53° Inklination verteilt wurden. In der folgenden (2022) Ausbauphase wurden bis zu 2824 weitere Satelliten in 540 bis 570 km Höhe geplant.
|                     |      | Phase 1 |      | Phase 2 | Phase 2 | Phase 2 | Phase 2 |       | Phase 3 | Phase 3 | Phase 3 | Phase 3 | Phase 3 | Phase 3 | Phase 3 | Phase 3 |
| Bahnebenen          | 72   | 72      | 36   | 6       | 4       | 7178    | 7178    | 7178  | 40      | 1998    | 4000    | 12      | 18      |         |         |         |
| Satelliten je Ebene | 22   | 22      | 20   | 58      | 43      | 1       | 1       | 1     | 50      | 1       | 1       | 12      | 18      |         |         |         |
| Gesamtzahl          | 1584 | 2824    | 2824 | 2824    | 2824    | 30000   | 30000   | 30000 | 30000   | 30000   | 30000   | 30000   | 30000   |         |         |         |
| Höhe (km)           | 550  | 540     | 570  | 560     | 560     | 328     | 334     | 345   | 360     | 373     | 499     | 604     | 614     |         |         |         |
| Bahnneigung         | 53°  | 53,2°   | 70°  | 97,6°   | 97,6°   | 30°     | 40°     | 53°   | 96,9°   | 75°     | 53°     | 148°    | 115,7°  |         |         |         |

Im dritten Schritt möchte SpaceX bis zu 7518 Satelliten in Polarorbits in rund 340 km Höhe befördern. Mit Stand 3. Juli 2024 sind 6697 Starlink-Satelliten im Erdorbit.
Die Anträge für 30.000 weitere Satelliten nennen Bahnhöhen von 328 bis 614 km.
Aus der für Satelliten relativ geringen Bahnhöhe resultieren vier Effekte:
- Kurze Signallaufzeiten in den Datenverbindungen zwischen Nutzer am Boden und Satellit. Ein Beispiel: 300 km Strecke werden mit Lichtgeschwindigkeit in einer Millisekunde durchlaufen.
- Jeder Satellit wird vergleichsweise stark durch die vorhandene Atmosphäre via Luftwiderstand abgebremst. Ohne Antrieb verlieren Satelliten vergleichsweise schnell an Bahnhöhe und treten nach einigen Jahren in die tiefere Erdatmosphäre ein, wo sie verglühen.
- Geringe Sichtweite einzelner Satelliten, eine durchgängige Internetverbindung benötigt daher viele Satelliten.
- Aus Sicht der Empfänger bewegen sich die Satelliten schnell durch den Himmel. Antennen müssen dieser Bewegung folgen.

Die Satelliten geben ihre Zuständigkeit für ein Gebiet kontinuierlich an andere Satelliten weiter. Seit September 2021 werden neue Satelliten mit Laser-Datenverbindungen ausgestattet, um untereinander Daten ohne Kontakt zu einer Bodenstation austauschen zu können.
Durch das System Starlink soll Hochgeschwindigkeitsverbindung zum Internet (laut veralteten Dokumenten von 2016 mit bis zu 1 Gbit/s pro Nutzer) zur Verfügung gestellt werden. Die vom Satelliten bereitgestellte Datenrate müssen sich hierbei alle Nutzer einer jeden Zelle teilen, wodurch die nutzbare Datenrate bei einer steigenden Nutzerzahl naturgemäß sinkt. Die nutzbare Gesamtkapazität des Systems soll bei etwa 1 Tbit/s je 60 Satelliten liegen, was etwa 3,3 Tbyte/s in der ersten Ausbaustufe entspricht.

## Satellitentechnik

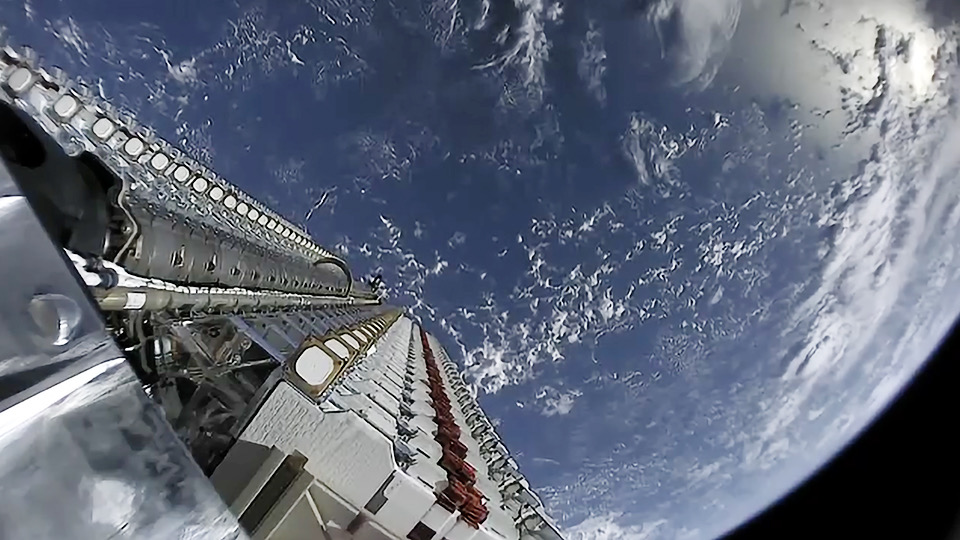
Zwei Stapel mit insgesamt 60 Starlink-Satelliten auf einer Falcon‑9-Oberstufe

Die Starlink-Satelliten haben eine ungewöhnliche, extrem flache Bauform. Dadurch können sie beim Start aufeinandergestapelt werden, was im Vergleich mit herkömmlichen Starthalterungen Gewicht und Platz einspart. Die Satelliten der ersten Generation verwendeten vier Phased-Array-Antennen und einen Hallantrieb mit Kryptongas, das preiswerter als das üblicherweise genutzte Xenon ist. Mittels optischer Sensorik und Zugriff auf die Weltraumobjektdatenbank des North American Aerospace Defense Command können die Starlink-Satelliten selbständig Weltraummüll ausweichen. Die Lebensdauer der ersten Satellitengeneration war auf fünf Jahre ausgelegt; danach sollten weiterentwickelte Satelliten zum Einsatz kommen.
Die Datenübertragung zu den Bodenstationen erfolgt in Ku- und Ka-Frequenzbändern. Als Kommunikationsbandbreite der ersten Satellitengeneration gab Elon Musk etwa 40 bis 50 Gbit/s pro Satellit an. Wegen geographischer Gegebenheiten seien davon etwa 15 Gbit/s nutzbar.
| Kenngröße                                     | Version 0.9                 | Version 1.0                       | Version 1.5                               | Version 2.0 Mini         |
| --------------------------------------------- | --------------------------- | --------------------------------- | ----------------------------------------- | ------------------------ |
| Bauweise                                      | Flachgehäuse                | Flachgehäuse                      | Flachgehäuse                              | Flachgehäuse             |
| Stromversorgung                               | Solarmodul                  | Solarmodul                        | Solarmodul                                | Solarmodul               |
| Masse                                         | 227 kg                      | 260 kg                            | ca. 300 kg                                | ca. 800 kg               |
| Bahnregelung und Wiedereintritt               | Hallantriebe mit Kryptongas | Hallantriebe mit Kryptongas       | Hallantriebe mit Kryptongas               | Hallantrieb mit Argongas |
| Lagekontrolle                                 | Reaktionsräder              | Reaktionsräder                    | Reaktionsräder                            | Reaktionsräder           |
| Ausrichtung                                   | Sternsensor                 | Sternsensor                       | Sternsensor                               | Sternsensor              |
| Kommunikation                                 | Ku-Band                     | Ku-Band                           | Ku-Band                                   | Ku-Band                  |
| Kommunikation                                 | Ka-Band                     |                                   |                                           |                          |
| Kommunikation                                 |                             | Laser-Inter-Satellit-Verbindungen |                                           |                          |
| Kommunikation                                 |                             |                                   | LTE-Mobilfunk (Prototypen im Januar 2024) |                          |
| Übertragungskapazität ca.                     |                             | 18 GBit/s                         |                                           | 100 GBit/s               |
| Verglühen der Komponenten beim Wiedereintritt | 95 %                        | 100 %                             | 100 %                                     | 100 %                    |

Starlink verwendet die Frequenzbereiche 10,7–12,7 GHz, 12,75–13,25, 13,85–14,5 GHz, 17,8–18,6 GHz, 18,8–19,3 GHz, 19,7–20,2 GHz, 27,5–29,1 GHz und 29,5–30 GHz. Dabei dient der Bereich 10,7–12,7 GHz primär als Downlink vom Satelliten zum Benutzerterminal und 14,0–14,5 GHz als Uplink vom Benutzerterminal zum Satelliten. 13,85–14,0 GHz dient zur Steuerung der Satelliten und für das Aussenden von Telemetriedaten. Die höheren Frequenzen dienen primär für die Kommunikation zwischen Satelliten und Bodenstationen, also die Anbindung in das Internet.

## Endgeräte

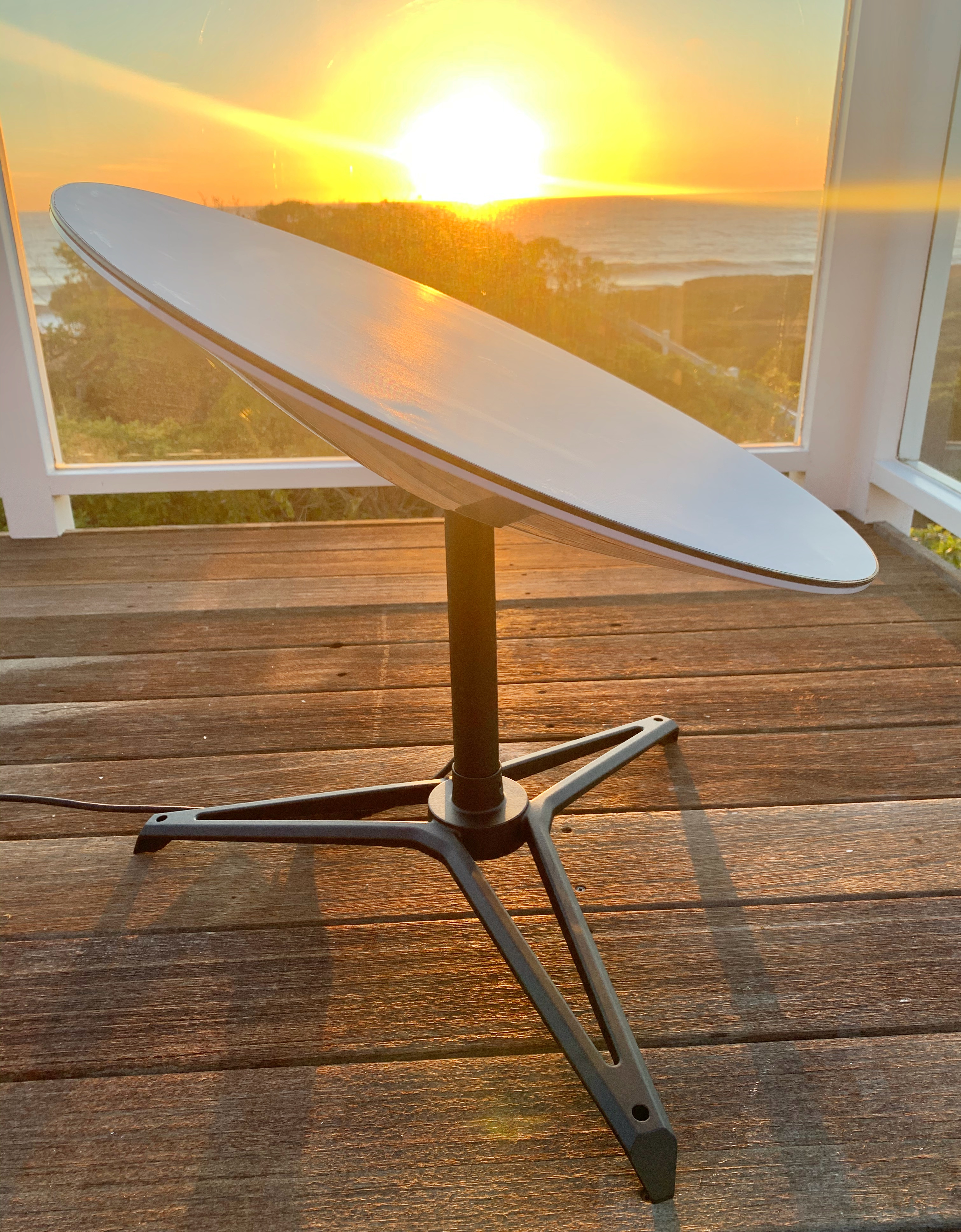
Ein Starlink-Terminal der ersten Generation

Für die Nutzer des Systems produziert SpaceX eigene Terminals. Diese besitzen eine auf einem Stab montierte, mit Elektromotoren mechanisch ausgerichtete und elektronisch nachgeführte Phased-Array-Antenne. In der ersten Geräteversion war die Antenne rund und hatte einen Durchmesser von 59 cm. In den USA erhielt das Unternehmen im März 2020 eine Generallizenz für den Betrieb von einer Million dieser Geräte. In den Anfangsjahren verkaufte SpaceX die Terminals unter Herstellkosten, um Kunden zu gewinnen. Durch Anhebung der Preise und Optimierung der Herstellung konnte im Jahr 2023 der Break Even erreicht werden, sodass mit der Hardware keine Verluste mehr erwirtschaftet werden.
Mit Starlink erfolgt der Internetanschluss bislang sowohl für den Downstream wie auch für den Upstream über die Satellitenverbindung des Terminals. Ab 2024 sollen auch Direktverbindungen mit Mobilfunkgeräten zu den Starlink-Satelliten möglich sein.
Die Benutzerterminals verfügen über Empfänger für Satellitennavigationssysteme (GNSS). Der Empfang akkurater GNSS-Signale ist notwendig, um die Zeit zwischen Satellit und Benutzerterminal zu synchronisieren. Die Terminals können Signale von bis zu 48-GNSS Satelliten gleichzeitig auswerten. GNSS-Signale werden auch zur Festlegung der zu nutzenden Starlink-Satelliten verwendet. Bastler konnten durch Anschluss einer externen GNSS-Antenne an das Benutzerterminal Störungen durch GPS-Jammer verhindern.
Laut eigenen Angaben hatte Starlink Stand Mitte 2025 etwa 6 Millionen Kunden weltweit, wobei 2 Millionen der Nutzer in den Vereinigten Staaten ansässig waren. Die Terminals produziert das Unternehmen seit 2024 in einer eigenen Fabrik in Bastrop nahe der texanischen Hauptstadt Austin.

## Ausbau

### Tests und Prototypen
Am 22. Februar 2018 brachte eine Falcon 9 neben dem spanischen Erdbeobachtungssatelliten Paz auch die beiden Starlink-Test-Satelliten Tintin A und Tintin B ins All. Die beiden Satelliten waren 110 cm × 70 cm × 70 cm groß und wogen etwa 400 kg. An Bord hatten sie einen Steuerungscomputer, einen Antrieb, Systeme zur Positions- und Lageregulierung sowie Kommunikationssysteme für die Kommunikation der Satelliten untereinander. Sie kommunizierten mit insgesamt sieben Bodenstationen, und zwar immer nur für etwa eine Viertelstunde pro Tag, um den sonstigen Funkverkehr nicht zu stören. Nach Abschluss der Tests wurden beide Satelliten im Oktober 2020 zum Absturz gebracht.

Orbitmanöver der ersten 6×60 Starlink-Satelliten (Nov. 2019 – Apr. 2020)

Eine Vorserie von 60 Satelliten wurde im Mai 2019 gestartet. Sie wurden in 440 km Höhe ausgesetzt; von dort bewegten sich 53 der Satelliten mit eigenem Antrieb in ihre Zielumlaufbahn bei 550 km. Drei der 60 Satelliten wurden im Juni 2019 aufgegeben, nachdem der Funkkontakt verloren gegangen war. Alle diese Testsatelliten verglühten mittlerweile beim Wiedereintritt in die Erdatmosphäre, die letzten beiden im Oktober 2022.
Am 3. September 2020 gab SpaceX bekannt, dass zwei der Starlink-Satelliten im Orbit bereits mit Kommunikationslasern („Spacelasers“) bestückt seien und erste Tests erfolgreich waren.

### Produktivbetrieb
Ende Oktober 2021 beendete Starlink die Beta-Phase und befindet sich seitdem im Produktivbetrieb. SpaceX gab damals an, dass der Ausbau durch die Chipknappheit ausgebremst werde. Im September 2021 produzierte SpaceX nach eigenen Angaben wöchentlich etwa 5000 Endgeräte, und Anfang 2022 wöchentlich bis zu 45 Satelliten.
Ende April 2022 befanden sich über 2100 Starlink-Satelliten im Erdorbit, von denen 1715 bereits ihren Einsatzorbit erreicht hatten.
Ende November 2022 autorisierte die FCC zunächst weitere 7.500 von knapp 30.000 beantragten Satelliten der zweiten Generation (Version 2).
Frühestens ab 2025 sollen wesentlich größere Starlink-Satelliten der dritten Generation („v3“) mit der vollständig wiederverwendbaren SpaceX-Großrakete Starship gestartet werden.

## Verfügbarkeit
Starlink bietet seit 2020 in verschiedenen Ausbaustufen weltweiten Internetzugang.
| Kontinent     | Land                               | Start     | Anmerkungen |
| ------------- | ---------------------------------- | --------- | --- |
|               | seit 2020                          |           | |
| Nordamerika   | Vereinigte Staaten                 | März 2020 | |
|               | seit 2021                          |           | |
| Nordamerika   | Kanada                             | Jan. 2021 | |
| Europa        | Vereinigtes Königreich Deutschland | März 2021 | |
| Ozeanien      | Neuseeland Australien              | Apr. 2021 | |
| Europa        | Österreich Niederlande Belgien     | Mai 2021  | |
| Europa        | Irland Dänemark                    | Juli 2021 | |
| Europa        | Portugal Schweiz                   | Aug. 2021 | |
| Südamerika    | Chile                              | Sep. 2021 | |
| Europa        | Polen Italien Tschechien           | Okt. 2021 | |
| Nordamerika   | Mexiko                             | Okt. 2021 | |
| Europa        | Kroatien Schweden                  | Nov. 2021 | |
| Europa        | Litauen                            | Dez. 2021 | |
|               | seit 2022                          |           | |
| Europa        | Spanien Slowakei Slowenien         | Jan. 2022 | |
| Ozeanien      | Tonga                              | Feb. 2022 | von SpaceX als Katastrophenhilfe vermarktet (Vulkanausbruch und Tsunami)                                                                           |
| Europa        | Bulgarien                          | Feb. 2022 | |
| Südamerika    | Brasilien                          | Feb. 2022 | |
| Europa        | Ukraine                            | Feb. 2022 | von SpaceX als Katastrophenhilfe vermarktet, auch zur Steuerung ukrainischer Waffensysteme genutzt (Russischer Überfall auf die Ukraine 2022)      |
| Europa        | Rumänien Griechenland Lettland     | Apr. 2022 | |
| Europa        | Ungarn                             | Mai 2022  | |
| Europa        | Frankreich                         | Juni 2022 | ursprünglicher Start: Mai 2021, Bewilligung annulliert am 5. April 2022, wiederbewilligt am 2. Juni 2022                                           |
| Europa        | Nordmazedonien                     | Juni 2022 | |
| Europa        | Luxemburg                          | Juli 2022 | |
| Karibik       | Dominikanische Republik            | Juli 2022 | |
| Europa        | Moldau Estland Norwegen            | Aug. 2022 | |
| Südamerika    | Kolumbien                          | Aug. 2022 | |
| Europa        | Malta                              | Sep. 2022 | |
| Vorderasien   | Iran                               | Sep. 2022 | von SpaceX als Reaktion auf die Zensur des Internets durch den iranischen Staat vermarktet, der auf die Proteste gegen den Kopftuchzwang reagierte |
| Asien         | Japan                              | Okt. 2022 | |
| Karibik       | Jamaika                            | Okt. 2022 | |
| Europa        | Finnland                           | Nov. 2022 | [ 56 ] |
|               | seit 2023                          |           | |
| Südamerika    | Peru                               | Jan. 2023 | |
| Afrika        | Nigeria                            | Jan. 2023 | |
| Südamerika    | Kolumbien                          | Jan. 2023 | |
| Europa        | Island                             | Feb. 2023 | |
| Afrika        | Ruanda                             | Feb. 2023 | |
| Asien         | Philippinen                        | Feb. 2023 | |
| Karibik       | Haiti                              | März 2023 | |
| Südamerika    | Ecuador                            | März 2023 | |
| Mittelamerika | El Salvador                        | Apr. 2023 | |
| Mittelamerika | Panama                             | Mai 2023  | |
| Afrika        | Mosambik                           | Juni 2023 | |
| Karibik       | Trinidad und Tobago                | Juni 2023 | |
| Europa        | Zypern                             | Juli 2023 | |
| Mittelamerika | Guatemala                          | Juli 2023 | |
| Afrika        | Kenia                              | Juli 2023 | |
| Asien         | Malaysia                           | Juli 2023 | |
| Afrika        | Malawi                             | Juli 2023 | |
| Karibik       | Bahamas                            | Aug. 2023 | |
| Afrika        | Sambia                             | Okt. 2023 | |
| Asien         | Georgien                           | Nov. 2023 | |
| Afrika        | Benin                              | Nov. 2023 | |
| Asien         | Malediven                          | Nov. 2023 | |
| Mittelamerika | Costa Rica                         | Nov. 2023 | |
| Mittelamerika | Honduras                           | Dez. 2023 | |
| Afrika        | Eswatini                           | Dez. 2023 | |
| Südamerika    | Paraguay                           | Dez. 2023 | |
|               | seit 2024                          |           | |
| Asien         | Mongolei                           | März 2024 | |
| Südamerika    | Argentinien                        | März 2024 | |
| Europa        | Albanien                           | Apr. 2024 | |
| Ozeanien      | Föderierte Staaten von Mikronesien | Apr. 2024 | |
| Südamerika    | Uruguay                            | Mai 2024  | |
| Asien         | Indonesien                         | Mai 2024  | |
| Ozeanien      | Fidschi                            | Mai 2024  | |
| Afrika        | Sierra Leone                       | Juni 2024 | |
| Afrika        | Madagaskar                         | Juni 2024 | |
| Ozeanien      | Tonga                              | Aug. 2024 | |
| Afrika        | Südsudan                           | Aug. 2024 | |
| Afrika        | Botswana                           | Aug. 2024 | |
| Afrika        | Ghana                              | Aug. 2024 | |
| Ozeanien      | Salomonen                          | Sep. 2024 | |
| Afrika        | Simbabwe                           | Sep. 2024 | |
| Vorderasien   | Jemen                              | Sep. 2024 | |
| Afrika        | Burundi                            | Sep. 2024 | |
| Ozeanien      | Samoa                              | Okt. 2024 | |
| Ozeanien      | Vanuatu                            | Okt. 2024 | |
| Vorderasien   | Katar                              | Okt. 2024 | |
| Afrika        | Kap Verde                          | Dez. 2024 | |
| Asien         | Osttimor                           | Dez. 2024 | |
| Ozeanien      | Nauru                              | Dez. 2024 | |
| Europa        | Kosovo                             | Dez. 2024 | |
|               | seit 2025                          |           | |
| Afrika        | Liberia                            | Jan. 2025 | |
| Ozeanien      | Tuvalu                             | Jan. 2025 | |
| Asien         | Bhutan                             | Feb. 2025 | |
| Afrika        | Niger                              | März 2025 | |
| Ozeanien      | Kiribati                           | März 2025 | |
| Europa        | Armenien                           | März 2025 | |
| Vorderasien   | Oman                               | März 2025 | |
| Vorderasien   | Aserbaidschan                      | März 2025 | |
| Südamerika    | Guyana                             | Apr. 2025 | |
| Vorderasien   | Jordanien                          | Apr. 2025 | |
| Afrika        | Somalia                            | Apr. 2025 | |
| Afrika        | Lesotho                            | Apr. 2025 | |
| Karibik       | St. Vincent und die Grenadinen     | Apr. 2025 | |
| Vorderasien   | Bahrain                            | Mai 2025  | |
| Asien         | Bangladesch                        | Mai 2025  | |
| Europa        | Färöer                             | Mai 2025  | |
| Afrika        | Demokratische Republik Kongo       | Juni 2025 | |
| Karibik       | Dominica                           | Juni 2025 | |
| Ozeanien      | Marshallinseln                     | Juni 2025 | |
| Afrika        | Guinea-Bissau                      | Juni 2025 | |
| Afrika        | Lesotho                            | Juni 2025 | |
| Asien         | Sri Lanka                          | Juli 2025 | |
| Afrika        | Tschad                             | Juli 2025 | |
| Afrika        | Somalia                            | Aug. 2025 | |
| Karibik       | Antigua und Barbuda                | Aug. 2025 | |
| Asien         | Kasachstan                         | Aug. 2025 | |

### Betrieb in Deutschland
In Deutschland wurde im November 2020 die Starlink Germany GmbH gegründet. Sie hat ihren Sitz in Frankfurt am Main. Diese soll für den Betrieb des Starlink-Netzes in Deutschland zuständig sein. Deutschland liegt in Breitengraden (47,2…54,9° N), in denen in den USA und Kanada bereits 2020 der Beta-Betrieb von Starlink begann.
SpaceX stellte bei der Bundesnetzagentur (BNetzA) Anträge für die Frequenzzuteilung für Nutzerterminals und drei Gateways. Diesen Anträgen wurde für ein Jahr zur Evaluierung stattgegeben. Die Gateways werden demnach im Ka-Band bei 27,5…29,1 GHz (Uplink) und 17,3…18,6 GHz (Downlink) betrieben. Die Nutzerzugänge werden bei 10,95…12,7 GHz (Downlink) und 14,0…14,5 GHz (Uplink) im Ku-Band betrieben. Die maximale Strahlungsleistung der Nutzerterminals im Ku-Band darf 38 dBW betragen. Bei einem Antennengewinn von 34 dBi entspricht dies einer Sendeleistung von etwa 2,5 W.
In Absprache mit den zuständigen Behörden stellte Starlink bei der Flutkatastrophe 2021 mehrere Antennenschüsseln für betroffene Regionen zur Verfügung. Trotz schwerer Schäden an der lokalen Infrastruktur konnte das Projekt eine schnelle, notdürftige Sicherstellung ziviler Kommunikation über das Internet gewährleisten.
Laut Medienberichten im Mai 2024 soll Starlink durch die Bundesnetzagentur mit der Erfüllung des Rechts auf Telekommunikationsdienste beauftragt worden sein. Demnach solle Starlink Lücken in der Breitbandabdeckung ausfüllen.

## Optische Sichtbarkeit der Satelliten
Satelliten in einigen hundert Kilometern Höhe können in den Stunden vor der Morgen- und nach der Abenddämmerung sichtbar sein. Jeder Satellit kann nur dann einen sichtbaren Lichtpunkt bilden, wenn er von der Sonne beschienen ihr Licht reflektiert und der Himmel nächtlich dunkel ist. Da die Satelliten durchweg in niedriger Bahnhöhe umlaufen, darf die Sonne noch nicht allzu tief unter dem Horizont stehen, damit die Satellitenbahn noch von Sonnenlicht erreicht wird. Auffällig werden Starlink-Satelliten, wenn sie als kurze Kette von Lichtpunkten – längs dieser Kette – über den Himmel ziehen. Jeder einzelne Lichtpunkt ist im Vergleich zu Sternen schwach. Eine geradlinige Reihe von geschätzt 10 bis 12 solcher Lichtpunkte innerhalb eines Gesamtwinkels von etwa 2 Daumenbreiten wird vom Sehsinn in seiner Gesamtheit als ein ausgedehntes Objekt interpretiert und ist in seiner Gesamtheit trotz der geringen Helligkeit der Einzelpunkte gut erkennbar. Die „wandernde Lichterkette“ läuft – als grobe Schätzung der Winkelgeschwindigkeit – binnen 60 Sekunden 60 Winkelgrade weit am Himmel.

## Militärische Bedeutung
Im Ukrainekrieg ist das ukrainische Militär auf das von Starlink bereitgestellte Internet angewiesen. Außerdem setzt es Starlink zur Steuerung seiner Drohnen ein und setzt so erfolgreich die russischen elektronischen Störmaßnahmen gegen diese außer Kraft. Alle Versuche, Starlink zu hacken oder zu stören, sind laut Elon Musk fehlgeschlagen. Auch in Kampfflugzeugen wurde Starlink bereits getestet und ermöglicht so 30 mal schnelleres Senden von Daten als herkömmliche Verbindungen. Systeme wie Starlink werden in künftigen Kriegen unentbehrlich sein, und die USA haben dabei einen riesigen Vorsprung. China Military Online schrieb im Mai 2022, dass in den Low Earth Orbits etwa 50.000 Satelliten Platz finden, und dass, wenn die geplanten 42.000 Starlink-Satelliten installiert sind, 80 % dieser strategischen Ressource monopolisiert sind.

## Kritik

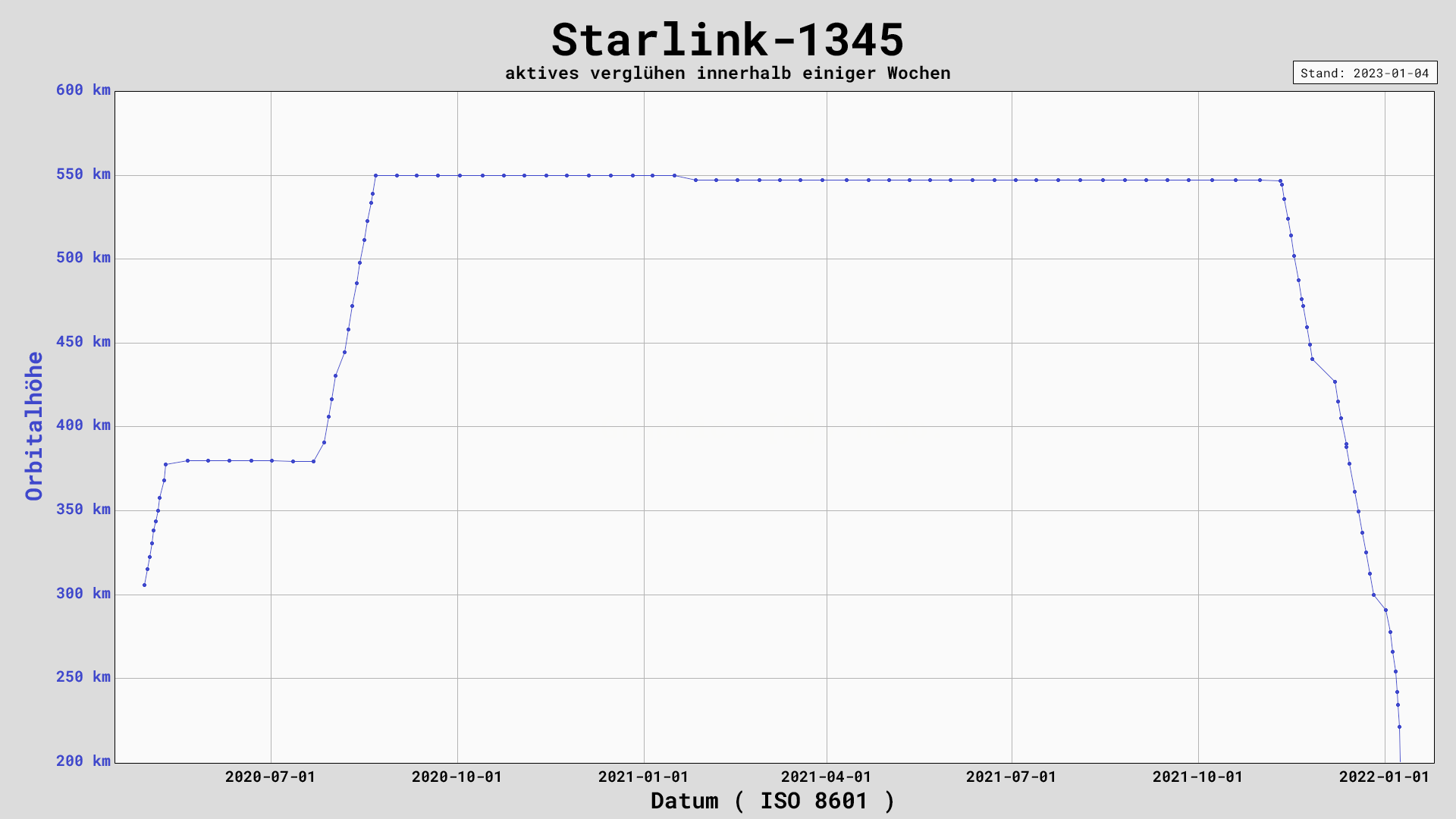
Starlink-1345: aktives Verglühen innerhalb einiger Wochen

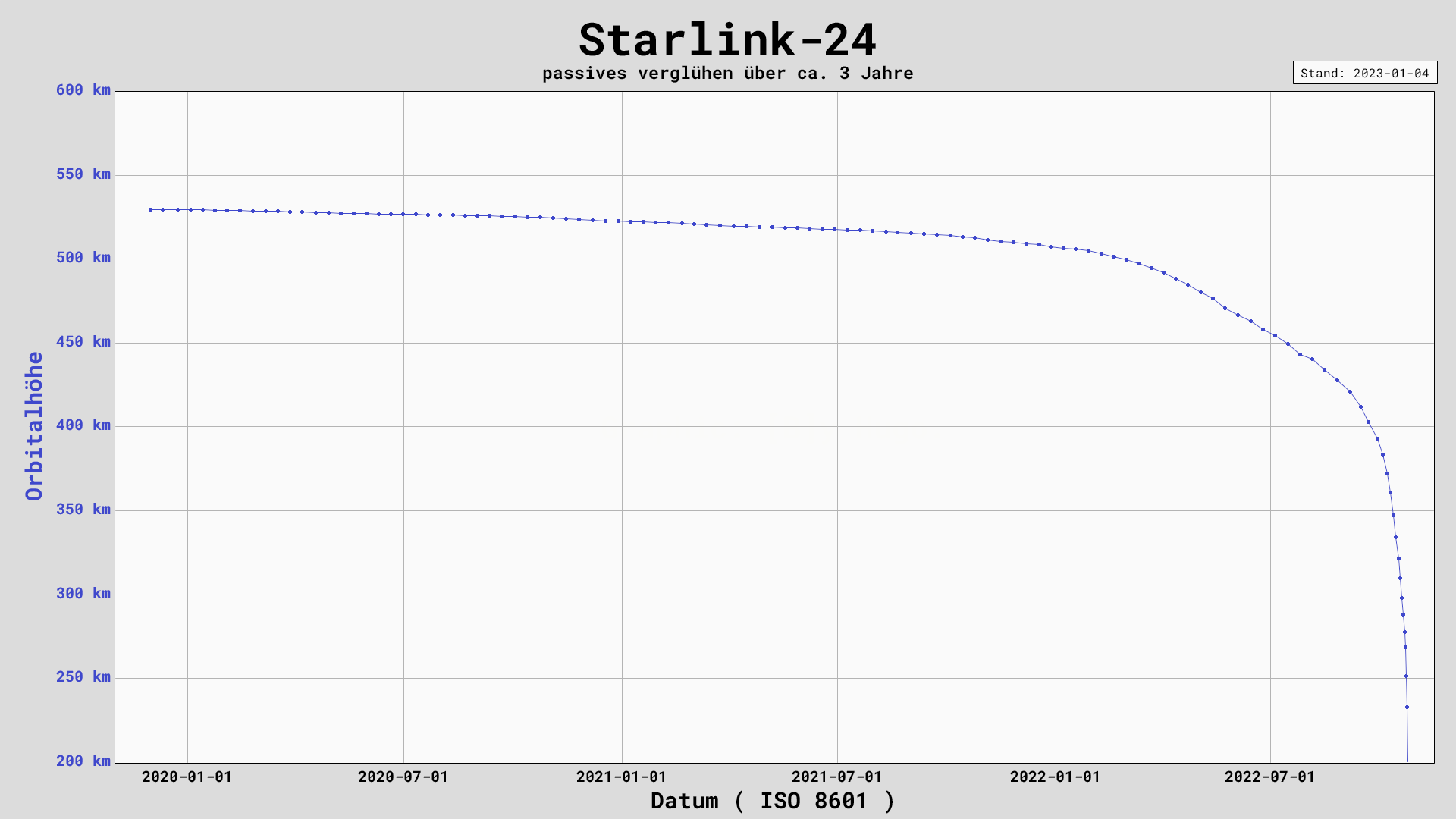
Starlink-24: passives Verglühen über ca. 3 Jahre

### Weltraumschrott
Ein Hauptkritikpunkt an Systemen wie Starlink ist die mögliche Entstehung und Anhäufung von Weltraumschrott. Die US-amerikanische Aufsichtsbehörde Federal Communications Commission (FCC) will Satellitenbetreiber künftig dazu verpflichten, Satelliten nach Ablauf ihrer Lebensdauer wieder aus dem Orbit zu holen. Die Starlink-Satelliten sollen über genügend Treibstoffreserven verfügen, um sie am Ende ihrer Nutzungsdauer wieder aus der Umlaufbahn zu entfernen – vorausgesetzt, bis dahin tritt kein technischer Defekt auf. Auf der Höhe der Starlink-Satelliten genügt bereits die atmosphärische Reibung, um sie nach einem Ausfall der Steuerung innerhalb von fünf Jahren zurück auf die Erde stürzen zu lassen. Durch eine niedrige Aussetzhöhe (der Zielorbit wird mit eigenem Antrieb erst nach Monaten erreicht) verglühen Satelliten, die von Anfang an eine Funktionsstörung aufweisen, besonders schnell. Im Februar 2022 wurden beispielsweise 38 neu gestartete Starlink-Satelliten durch einen Sonnensturm beschädigt und konnten ihre Soll-Position nicht erreichen. Innerhalb von zwei Wochen stürzten sie auf die Erde zurück.

### Kollisionsrisiken
Am 3. Dezember 2021 warf die Ständige Vertretung der Volksrepublik China bei den Vereinten Nationen in Wien SpaceX in einer Verbalnote an den Generalsekretär der Vereinten Nationen vor, die Chinesische Raumstation am 1. Juli und 21. Oktober 2021 durch unangekündigte Kursänderungen jeweils eines Starlink-Satelliten in Kollisionsgefahr gebracht und zu Ausweichmanövern gezwungen zu haben.
Obwohl das Büro für bemannte Raumfahrt die tagesaktuellen Orbitaldaten der Station auf seiner Webseite in englischer Sprache veröffentliche, habe der Satellit Starlink-1095 zwischen dem 16. Mai und 24. Juni 2021 ein unabgesprochenes Deorbit-Manöver durchgeführt und sich im weiteren Verlauf der Bahn der Raumstation genähert. Der Satellit Starlink-2305 habe sich der Bahn der Raumstation im Oktober auf dem Weg zu seinem Betriebsorbit genähert. Aufgrund des Wolf Amendments und der gesamtpolitischen Situation fand keine direkte Kommunikation zwischen SpaceX und der Abteilung für Waffenentwicklung der Zentralen Militärkommission (China), dem Betreiber der Raumstation, statt. Daraufhin erklärte das Außenministerium der Volksrepublik China am 10. Februar 2022, dass China dazu bereit sei, für derartige Fälle ein Kommunikationsprotokoll mit den USA einzurichten. Die USA hingegen sagten, dass das Kollisionsrisiko zu gering war, um zu handeln. SpaceX gibt an, dass China keine geplanten Manöver seiner Raumstation veröffentlicht, SpaceX aber dennoch versucht, Starlink-Satelliten von der Station fernzuhalten.

### Störung des Nachthimmels und der Astronomie

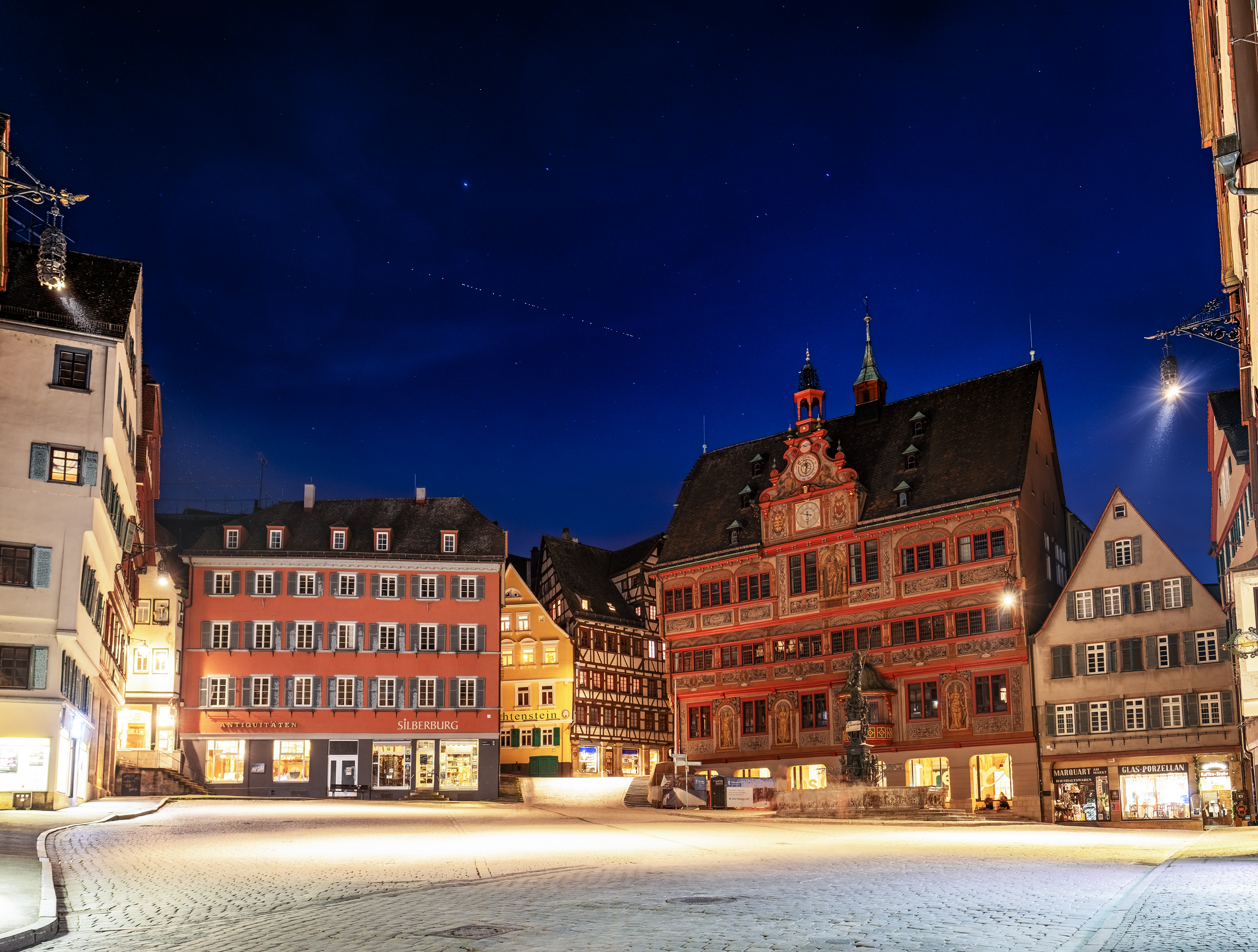
Starlink über dem Rathaus in Tübingen

Seit 2020 wurden Starlink-Satelliten – vor allem direkt nach der Aussetzung als „Satellite Trains“ – als neuartige helle Himmelserscheinung wahrgenommen. Seit 2022 ist dies aufgrund der geänderten Bauweise seltener geworden.
Die erste Serie von 60 Starlink-Prototypen erschien in den Tagen nach dem Start überraschend hell am Himmel. Astronomen äußerten daraufhin die Befürchtung, dass große Konstellationen wie Starlink das Bild des Nachthimmels prägen und Beobachtungen mit optischen Teleskopen beeinträchtigen könnten. Außerdem könnten die zur Datenkommunikation eingesetzten Funksignale radioastronomische Beobachtungen stören. Nachdem Astronomieverbände wie die American Astronomical Society ihre Besorgnis geäußert hatten, begann SpaceX mit der Übermittlung von Bahndaten, damit die Auswirkungen besser untersucht werden können. Beim Start Starlink L2 im Januar 2020 wurde einer der Satelliten (Starlink-1130 „Darksat“) testweise schwarz eingefärbt. Für den Regelbetrieb war diese Abdunklungsmethode jedoch nicht geeignet, da sie das Thermomanagement des Satelliten beeinträchtigte. Beim Start Starlink L7 im Juni 2020 wurden helle Flächen eines der Satelliten (Starlink-1436 „VISOR“) mit Sonnenlicht-Abschirmungen versehen, um eine geringere Helligkeit des Satelliten am Nachthimmel zu erreichen. In der Folge stattete SpaceX mehr als 4500 Starlink-Satelliten mit diesen Abdunklungsschirmen aus. Da diese jedoch die Laserverbindungen zwischen neueren Starlink-Satelliten stören, wurden sie durch dielektrische Spiegel ersetzt, während manche Flächen der Satelliten schwarz eingefärbt sind. Die mit Starlink erprobte Abdunklungstechnik verkauft SpaceX auch an andere Satellitenhersteller.
SpaceX verzichtete auch auf ursprünglich geplante Bahnen der zweiten Ausbaustufe in 1100 bis 1325 km Höhe und platziert bislang alle Satelliten unterhalb von 600 km, was deren Sichtbarkeit in der Dämmerung verkürzt und die Verweildauer defekter Satelliten erheblich reduziert.
Allerdings beklagen Radioastronomen an der zweiten Starlink-Generation eine teils um das 32-fache gestiegene elektromagnetische Leckstrahlung, die abermals astronomische Beobachtungen behindere. Dies gilt auch für Systeme wie das deutsch-niederländische Low Frequency Array (LOFAR).

### Illegale Nutzung
Nationale Regierungen haben keinen Einfluss auf die Aussendungen der Starlink-Satelliten, und das Netzwerk benötigt keine örtlichen Bodenstationen. Zur Verhinderung einer Nutzung, die nicht mit nationalen Gesetzen vereinbar ist, können Behörden daher nur gegen die Verwendung von Benutzerterminals vorgehen, aber die Suche nach solchen ist schwierig. So verbietet zum Beispiel Thailand die Nutzung von Kommunikationssatelliten, welche sich nicht im Mehrheitsbesitz von Thailändern befinden, und auch die Regierung von Myanmar erlaubt den Betrieb von Benutzerterminals nicht. Trotzdem nutzen illegale Organisationen im Grenzgebiet zwischen den beiden Ländern Starlink für großangelegten Onlinebetrug (siehe Fraud Factory und Shwe Kokko).
Im Iran wurde Starlink von der Opposition genutzt, um Restriktionen im nationalen Internet zu umgehen. Der Iran brachte deshalb eine Anfrage bei der Internationalen Fernmeldeunion (kurz ITU) ein, welche Starlink zwingen soll, nur mit Benutzerterminals in Verbindung zu treten, welche auch von der zuständigen nationalen Fernmeldebehörde genehmigt wurden, oder aber Aussendungen über Gebieten von Ländern einzustellen, welche Starlink nicht genehmigt haben. Norwegen und die USA, die den Satellitenbetrieb genehmigt haben, mũssten sich dafür einsetzen, dass Starlink nur mit von den betroffenen Ländern genehmigten Benutzerterminals kommuniziert. Die ITU verbietet die Kommunikation über Funk mit Einrichtungen, die nicht von nationalen Behörden genehmigt wurden, deshalb entspricht die Anfrage des Iran dem Völkerrecht, und Starlink arbeitet rechtswidrig, indem es mit solchen Funkstellen Kontakt aufnimmt. Um dies nachzuweisen, schloss die iranische Regierung Terminals im Land ans Netzwerk an, was von den Firmenrichtlinien untersagt wird. Folglich verwies Starlink darauf, die Regierung des Iran habe damit selbst illegal gehandelt; ferner ließen SpaceX und Starlink offen, ob man überhaupt allein auf Basis des Standorts die Nutzung sperren könne. Tatsächlich setzte Starlink aber Geofencing bei der Nutzung im Ukraine-Krieg ein.
Norwegen und die USA boten zwar an, identifizierte illegale Benutzerterminals zu sperren, es sei aber fraglich, ob man das tatsächlich umsetzen könne. Für Beobachter ist vorstellbar, dass dies eine Ausrede ist, um den Prozess der ITU zu verzögern.
Benutzerterminals werden im Ausland gekauft und in den Iran geschmuggelt. Die meisten Benutzerterminals, die im Grenzgebiet Thailand-Myanmar betrieben werden, wurden in Malaysia registriert, wo Starlink legal ist. Offiziell handelt es sich also um Gerãte, die legal in Malaysia gekauft und genehmigt wurden. Auf diese Weise bietet der Starlink-Internetzugang Grundlage für Betrug und Gewalttaten. Durch eine einmalige Zusatzzahlung („Outside Region Fee“) von 200 bzw. 300 Dollar dürfen die Geräte außerhalb des Landes betrieben werden.

## Liste der Satellitenstarts
→ Siehe: Liste der Starlink-Satellitenstarts